# Black Lion Records (schwedisches Label)
Black Lion Records ist ein im Jahr 2012 als Fanzine unter dem Namen Black Lion Productions gegründetes Plattenlabel aus Schweden, das hauptsächlich Metal-Bands aus den Substilen des Death, Doom und Extreme Metals unter Vertrag nimmt und verlegt.

## Geschichte
Oliver Dahlbäck gründete Black Lion Records als Fanzine 2008 in Lycksele. Dahlbäck interessierte sich hierbei besonders für den musikalischen Underground der internationalen Metal-Szene mit einem Schwerpunkt auf Extreme Metal. Nach einigen Jahren der Aktivität als Fanzine, lernte Dahlbäck Marcos Cerutti kennen, der sein Interesse und seine Motivation teilte. Diese gemeinsame Motivation führte in die ersten Veröffentlichungen als Independent-Label im Jahr 2014. In den darauf folgenden Jahren benannten die Initiatoren das Label um und professionalisierten ihre Labelstruktur.
Seit Bestehen veröffentlichte das Label Interpreten des Death Metal, Post-Black-Metal mit einem Schwerpunkt auf atmosphärische Spielweisen des Post-Black- und Depressive-Black-Metal sowie des Funeral- und Death-Doom. Dabei betonte Dahlbäck, dass es kein Interesse an potentiellem Profit habe und das Label betreibe um unbekannte Interpreten, die seiner persönlichen Präferenz entsprechen, aufzubauen. Hierzu nutzt Black Lion Records, gegenüber anderen Independent-Labeln erfolgreich, virtuelle Vermarktungs- und Vertriebsstrategien, was Dahlbäck als Zeitgemäß betrachtet, von Außenstehenden derweil als besonderes Merkmal des Labels und Teil der Ursache der Popularität des Labels betrachten. Streamingdienste wie Spotify und Musikvertriebsplattformen wie Bandcamp sind Teil des Vertriebsportfolios. Zugleich verzeichnet das Label eine positive Resonanz und die Veröffentlichungen werden mitunter als hochwertig beurteilt. So wird Black Lion Records von Decibel als Unternehmen mit „großartigen“ Veröffentlichungen, die es zu entdecken gälte.

## Interpreten (Auswahl)
- Aegror
- An Tóramh
- Black Therapy
- Carpatus
- Frowning
- Gloson
- Hinayana
- In Oblivion
- Kull
- Meadows End
- Mist of Misery
- Nihility
- Temple of Demigod
- Totengeflüster
- Vanha
- Vesperian Sorrow